# Sint Anthonis Nu
Sint Anthonis Nu is een Nederlandse lokale politieke partij uit de Noord-Brabantse gemeente Sint Anthonis. De partij werd opgericht op 15 november 2009 door een fusie van de partijen Welzijn Voor Iedereen en Kern&Punt. Sint Anthonis Nu heeft geen directe binding met enige landelijke politieke partij.
Bij de gemeenteraadsverkiezingen van 2010 behaalde de partij vijf zetels; evenveel als de zetels van de beide voormalige partijen samen. Bij de gemeenteraadsverkiezingen in 2014 werden twee zetels winst geboekt.